# Neomaso scutatus
Neomaso scutatus är en spindelart som beskrevs av Alfred Frank Millidge 1985. Neomaso scutatus ingår i släktet Neomaso och familjen täckvävarspindlar. Inga underarter finns listade i Catalogue of Life.